# Jabiru J170
Jabiru J170 je ultralahko športno letalo avstralskega proizvajalca Jabiru Aircraft. Letalo se prodaja že sestavljeno ali pa v kitu in za sestavljanje doma.  Grajen je večinoma iz kompozitnih materialov.
J170 je uporablja trup od Jabiru J160, krilo pa od Jabiru J430. Krilo je nameščeno na vrhu trupa in uporablja podporne palice. Na koncih kril ima majhne winglete. Pristajalno podvozje tipa tricikel je fiksno. Poganja ga štirivaljni 85 KM Jabiru 2200. Največja gros teža je 600 kg. 

## Specifikacije(J170)
Podatki iz Bayerl and Jabiru Aircraft
Splošne značilnosti
- Posadka: 1 pilot
- Število sedežev: 1 potnik
- Dolžina: 5,775 m (18 ft 11 in)
- Razpon kril: 9,66 m (31 ft 8 in)
- Višina: 2,300 m (7 ft 7 in)
- Površina kril: 9,56 m2 (102,9 sq ft)
- Vitkost: 9,8:1
- Teža praznega letala: 320 kg (705 lb)
- Bruto teža: 600 kg (1.323 lb)
- Kapaciteta goriva: 135 L (30 imp gal; 36 US gal)
- Pogon letala: 1 × Jabiru 2200 4-valjni zračnohlajeni, 63 kW (85 hp)
- Propelerji: št. lopatic: 2 lesen ali kompozitni, 1,52 m (5 ft 0 in) premer

Zmogljivost
- Maks. hitrost: 240 km/h (149 mph; 130 kn)
- Potovalna hitrost: 185 km/h (115 mph; 100 kn)
- Hitrost pri porušitvi vzgona: 72 km/h (45 mph; 39 kn) z zakrilci
- Neprekoračljiva hitrost: 259 km/h; 161 mph (140 kn)
- Doseg: 1.908 km; 1.185 mi (1.030 nmi)
- Višina leta: 4.572 m (15.000 ft)
- g-omejitev: +4/-2
- Jadralno število: 10:1
- Hitrost vzpenjanja: 2,5 m/s (500 ft/min)
- Obremenitev kril: 62,8 kg/m2 (12,9 lb/sq ft)